# Вулиця Порохова (Львів)
Вулиця Порохова — вулиця у Франківському районі міста Львова, місцевість Богданівка. Сполучає вулиці Кульпарківську та Копистинського.

## Історія
Вулиця виникла на початку XX століття в межах підміського села Богданівка. Після входження селища до меж міста, вулиці колишнього села були перейменовані або ж новоутвореним вулицям надавалися певні назви. Так, у 1933 році вулиця отримала назву Проховні, адже прилягала до території порохових складів австрійського війська, наприкінці XIX століття перенесених на Богданівку з території костелу святого Войцеха, що розташований під Високим Замком, при сучасній вулиці Довбуша. Протягом німецької окупації вулиця мала назву Пульвервеґ. У липні 1944 року повернена передвоєнна назва вулиці. Ще за радянських часів вулиця отримала свою сучасну назву — вулиця Порохова.

## Забудова

Вулиця Порохова забудована одно- та двоповерховими житловими будинками 1930-х років.
№ 1 — тут до та під час першої світової війни тут були розташовані порохові склади австрійського війська. За радянських часів, у 1950-х роках на території колишніх порохових складів збудована спортивна арена — стадіон ВО «Кінескоп». Наприкінці 1990-х — початку 2000-х років на території стадіону функціонувала дитяча футбольно-спортивна школа. У першій половині 2000-х років на стадіоні проходили матчі чемпіонату України з футболу у вищій лізі команд U-16. У 2010-х роках на місці стадіону споруджено сучасний житловий комплекс «Авалон Гарден» з вбудованими об'єктами торгівлі та офісними приміщеннями, що має адресу вулиця Порохова, 20-а, 20-б, 20-в, 20-г, 20-д. В одному з офісних приміщень будинку № 20-д від червня 2019 року міститься західний регіональний офіс телекомунікаційної компанії «Вега», що переїхав сюди з вул. Сахарова, 52.
№ 3 — будинок споруджений у 1938 році у стилі функціоналізму для школи імені генерала Токажевського. По війні, у 1950-х роках тут містилася школа робітничої молоді № 18 із російською мовою викладання, у 1960-х роках перетворена на львівську загальноосвітню середню школу № 61 із російською мовою викладання. У 1996 році львівську загальноосвітню середню школу № 61 реорганізовано у Львівську державну гуманітарну гімназію при Львівському державному університеті імені Івана Франка, а від 1999 року у будівлі функціонує Класична гімназія при ЛНУ імені Івана Франка.